# Гарнык, Виктор Антонович
Ви́ктор Анто́нович Гарны́к (1906—1981) — советский государственный и хозяйственный деятель. Генерал-директор тяги 1-го ранга.

## Биография
Родился 26 июля 1906 года в городе Кашире (ныне Московской области) в семье машиниста поезда. Был первенцем, имел двоих братьев и трёх сестёр. Русский.
Образование — высшее, окончил МИИТ, факультет паровозного хозяйства.
На железнодорожном транспорте с 1926 года, работал начальником депо, начальником железной дороги. В довоенные годы вступил в ВКП(б).
С 25 марта 1942 года — заместитель наркома — начальник Центрального управления паровозного хозяйства, затем - заместитель министра путей сообщения.
Значительной была его роль в организации воинских перевозок в битве под Москвой, в транспортном обеспечении Белорусской наступательной операции. Именно он был поставлен во главе первого на сети Дальневосточного округа железных дорог.
После войны занимал пост первого заместителя министра путей сообщения СССР.
После смерти Иосифа Сталина был замминистра Министерства путей сообщения, но не сложились отношения с Б. П. Бещевым — министром путей сообщения. Виктор Антонович Гарнык, исходя из стратегических соображений, считал, что полностью нельзя переводить железную дорогу на электрическую и тепловозную тяги. Это мнение было подкреплено опытом войны, когда единственным топливом в экстремальных условиях могли быть только уголь и дрова.

Гарнык Виктор Антонович на посту директора Таллинского электротехнического завода имени М. И. Калинина, ноябрь 1970 года

С июня 1959 года — начальник Куйбышевской железной дороги. Потом он оказывается в «резерве», и в 1962 году его направляют в Таллин директором завода ртутных выпрямителей имени М. И. Калинина, который затем стал носить название «Таллинский электротехнический завод имени М. И. Калинина». Завод находился в тяжёлом экономическом положении, Виктор Антонович «поднял» завод, создал новый цех, наладил производство мощных полупроводниковых вентилей для электровозов. В 1977 году ушёл на заслуженный отдых.
Умер 21 января 1981 года в Таллине, похоронен там же на кладбище Метсакальмисту.

## Награды
- три ордена Ленина (в том числе 1951)
- орден Октябрьской Революции
- орден Кутузова I степени (29.07.1945)
- орден Трудового Красного Знамени (1949)
- орден Красной Звезды
- орден «Знак Почёта»
- Медали, в том числе:
  - «За оборону Москвы»
  - «За победу над Германией в Великой Отечественной войне 1941—1945 гг.»
  - «За победу над Японией»
  - «За доблестный труд в Великой Отечественной войне 1941—1945 гг.»
  - «Партизану Отечественной войны»
  - Лауреат Премии Советской Эстонии 1965 года за создание и внедрение в серийное производство игнитрона типа ИВУ 500/5[1]